# Centrale Montemartini
La Centrale Montemartini, a la Via Ostiense, fou una antiga central tèrmica de Roma, que actualment forma part del Museu de la Ciutat. Alberga al voltant de 400 estàtues romanes, exposades al Capitoli o recuperades dels dipòsits municipals, juntament amb inscripcions i mosaics, en un escenari extraordinari de l'arqueologia industrial.

## Història
La central va ser inaugurada el 30 de juny de 1912, com a empresa pública de la ciutat de Roma. El projecte, nascut el 1908, havia estat part del programa electoral del Blocco Popolare d'Ernesto Nathan, qui va ser elegit alcalde el 1908, i va ser aprovat per un referèndum local el 1909. De tipus mixta, funcionava amb vapor i diesel, i va gaudir d'un emplaçament privilegiat, a prop del riu Tíber, que proporcionava aigua. El 1913, va prendre el nom d'un dels principals artífexs de les seves obres, l'economista Giovanni Montemartini, autor d'un llibre sobre els serveis públics i la municipalització.
En la dècada de 1930, la planta va ser més o menys nacionalitzada pel govern feixista i es va obrir de nou el 1933 per Benito Mussolini. Es va presentar un nou projecte per modificar la central, però les obres van ser interrompudes per la Segona Guerra Mundial i no es van acabar el 1952. Van acabar per donar la configuració actual central. A mitjan 1960 la central va quedar obsoleta i es va interrompre la seva activitat.
Restaurada el 1989-1990, la Central Montemartini va obrir el 1997 una exposició temporal. Des de llavors es fa servir com a museu.